# (6394) 1990 QM2
(6394) 1990 QM2 est un objet de la ceinture principale intérieure de 3,230 km de diamètre découvert en 1990.

## Description
(6394) 1990 QM2 a été découvert le 22 août 1990 à l'observatoire Palomar, situé au nord de San Diego en Californie, par H. E. Holt.

### Caractéristiques orbitales
L'orbite de cet astéroïde est caractérisée par un demi-grand axe de 1,94 UA, un périhélie de 1,76 UA, une excentricité de 0,09 et une inclinaison de 22,82° par rapport à l'écliptique. Du fait de ces caractéristiques, à savoir un demi-grand axe inférieur à 2 UA et un périhélie supérieur à 1,666 UA, il est classé, selon la JPL Small-Body Database, objet de la ceinture principale intérieure.

### Caractéristiques physiques
(6394) 1990 QM2 a une magnitude absolue (H) de 13,8 et un albédo estimé à 0,615, ce qui permet de calculer un diamètre de 3,230 km. Ces résultats ont été obtenus grâce aux observations du Wide-Field Infrared Survey Explorer (WISE), un télescope spatial américain mis en orbite en 2009 et observant l'ensemble du ciel dans l'infrarouge, et publiés en 2011 dans un article présentant les premiers résultats concernant les astéroïdes de la ceinture principale.